# قارچ پارازول
قارچ پارازول (نام علمی: Macrolepiota procera) نام یک گونه از تیره غاریقونیان است.